# Sumbernangka
Sumbernangka is een bestuurslaag in het regentschap Sumenep van de provincie Oost-Java, Indonesië. Sumbernangka telt 1123 inwoners (volkstelling 2010).